# 欧洲E14公路
欧洲E14公路（E14）是欧洲的一条国际公路，起点是挪威的特隆赫姆，终点为瑞典的松兹瓦尔，全长约461公里。

## 线路
欧洲E14公路穿过以下主要城市：特隆赫姆 - 斯图利恩 - 厄斯特松德 - 松兹瓦尔